# Гредзана
Гредза̀на (на италиански: Grezzana; на венециански: Gressana, Гресана) е град и община в Северна Италия, провинция Верона, регион Венето. Разположен е на 169 m надморска височина. Населението на общината е 10 811 души (към 2015 г.).